# Concha de Albornoz
Pour les articles homonymes, voir Albornoz.
María de la Concepción de Albornoz Salas, dite Concha de Albornoz, née à Luarca, dans les Asturies, en 1900 et morte au Mexique en 1972, est une intellectuelle féministe espagnole exilée à la suite de la guerre d'Espagne.

## Biographie
Concha de Albornoz est la fille de l'écrivain, avocat, ministre de la Deuxième République et diplomate Álvaro de Albornoz y Liminiana (1879-1954) et la sœur de l'écrivain Álvaro de Albornoz Salas (es) (1901-1975).
Concha est également membre du célèbre Lyceum Club Femenino et du courant artistique féministe des Las Sinsombrero. Dans les cercles intellectuels qu'elle fréquente, elle est fréquemment identifiée comme un dandy.
Elle emménage à Valence en 1937 et rejoint le gouvernement de la République. Elle part ensuite en Grèce, à l'invitation de son ami Máximo José Kahn (es), consul, et de son épouse Gertrudis Blumenfeld. Elle retrouve dans ce pays son amie Rosa Chacel et le romancier Níkos Kazantzákis.
Après d'autres voyages en Europe, dont des séjours à Paris et à Rome, où elle revoit María Zambrano, elle tombe malade puis meurt au Mexique en février 1972.